# ان‌جی‌سی ۶۲۴۸
ان‌جی‌سی ۶۲۴۸ (انگلیسی: NGC 6248) نام یک کهکشان در صورت فلکی اژدها است.